# Oak Grove (Misisipi)
Oak Grove es un lugar designado por el censo ubicado en el condado de Lamar en el estado estadounidense de Misisipi. En el Censo de 2020 tenía una población de 1758 habitantes y una densidad poblacional de 544,27 habitantes por km². Fue incluido como CDP en el censo de 2020. 

## Geografía
Oak Grove se encuentra ubicado en las coordenadas 31°17′10″N 89°24′52″O / 31.28611, -89.41444. Según la Oficina del Censo de los Estados Unidos,  tiene una superficie total de 3,23 km², todos correspondientes a tierra firme.